# Zuid-Kennemerland
Zuid-Kennemerland is een regio in de Nederlandse provincie Noord-Holland die bestaat uit de gemeenten Bloemendaal, Haarlem, Heemstede en Zandvoort. De regio telt zo'n 225.000 inwoners. en valt samen met het COROP-gebied Agglomeratie Haarlem.

## Samenwerking
De gemeenten Bloemendaal en Heemstede hebben samen een goede verstandhouding binnen de regio.
De gemeente Zandvoort is per 2018 ambtelijk gefuseerd met Haarlem.
De vier gemeenten werken voor bovenregionale opgaven waaronder de decentralisaties in het sociaal domein samen met de gemeenten in de regio IJmond en de regio Amstelland-Meerlanden. Daarnaast maken zij onderdeel uit van de Metropoolregio Amsterdam.
Zuid-Kennemerland valt onder de Veiligheidsregio Kennemerland en GGD Kennemerland.

## Groen
De regio wordt gekenmerkt door een groot gedeelte van het Nationaal Park Zuid-Kennemerland dat in de regio ligt. Hiernaast ligt ten zuiden van Zandvoort en Bentveld de Amsterdamse Waterleidingduinen die de hoofdstad voorziet van drinkwater.